# A Live History of Gluttony and Lust
Albums de Melvins
Sieg Howdy!
(2005) (A) Senile Animal
(2006)
A Live History of Gluttony and Lust (sous-titré Houdini Live) est un album des Melvins sorti en 2006 chez Ipecac. Il s'agit d'une interprétation live de leur album Houdini de 1993, enregistrée dans un entrepôt vide de Vernon (Californie).

## Pistes
1. Pearl Bomb (Melvins) – 1:39
2. Hooch (Melvins) – 2:33
3. Night Goat (Melvins) – 7:36
4. Lizzy (Melvins) – 4:49
5. Goin' Blind (Simmons/Coronel) – 4:34
6. Copache (Melvins) – 1:54
7. Set Me Straight (Melvins) / "Deserted Cities Of The Heart" (Bruce/Brown) – 2:51
8. Sky Pup (Melvins) – 3:17
9. Teet (Melvins) – 2:45
10. Joan Of Arc (Melvins) – 4:19
11. Honey Bucket (Melvins) – 2:21
12. Hag Me (Melvins) – 8:05
13. Spread Eagle Beagle (Melvins) – 12:30

## Personnel
- The Melvins:
  - King Buzzo - Guitare, Chant, percussion additionnelle sur la piste 13
  - Dale Crover - batterie, chant
  - Trevor Dunn - basse, chant, percussion additionnelle sur la piste 13
- Toshi Kasai - ingénieur du son
- Edmundo Gomez - assistant ingénieur
- Paul Barros Bessone - assistant ingénieur
- Mackie Osborne - design

## Sources
- (en) Cet article est partiellement ou en totalité issu de l’article de Wikipédia en anglais intitulé « A Live History of Gluttony and Lust » (voir la liste des auteurs).